# Städtisches Museum Am Rykenberg – Wendelin-Leidinger-Haus

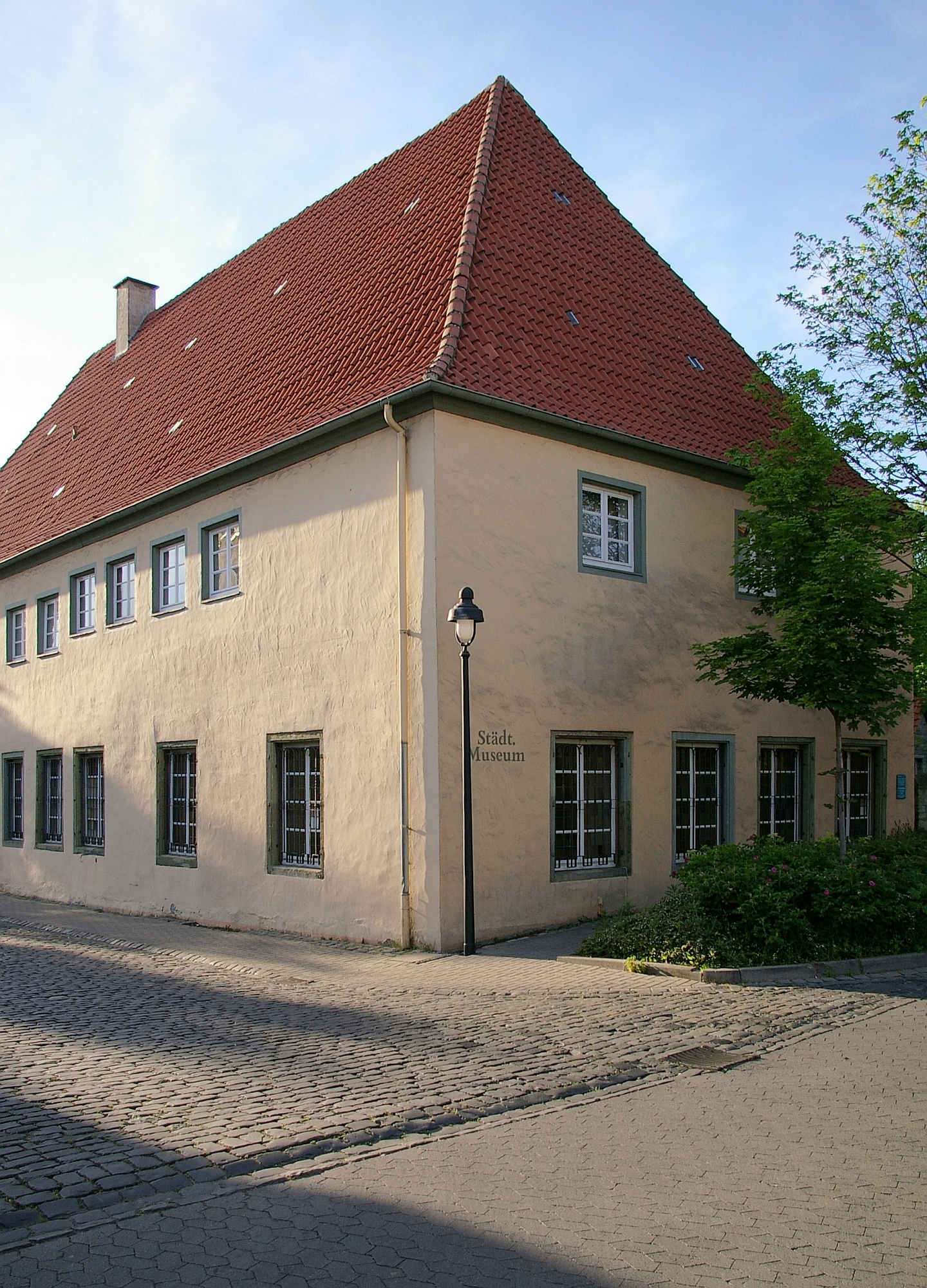
Haus Rykenberg

Das Städtische Museum Am Rykenberg – Wendelin-Leidinger-Haus ist das Heimatmuseum der Stadt Werl.
Das Museum befindet sich im Haus Rykenberg, in der Nähe der  Propsteikirche St. Walburga am Rykenberg. Der mittelalterliche Steinbau mit Fachwerkanteil ist ein Burgmannshaus, dessen älteste Teile aus dem 14. Jahrhundert stammen. És ist das ursprüngliche Wohnhaus der Burgmannsfamilie von dem Rykenberge. Anschließend bewohnten und besaßen verschiedene Werler Erbsälzerfamilien das Haus, darunter  Katharina Zelion-Brandis und Kasper Mellin. Von 1624 bis Mitte des 18. Jahrhunderts bewohnte die Familie Zelion-Brandis das Anwesen. Die Familie von Lilien war von 1756 bis 1914 Eigentümer, danach kaufte es die Stadt Werl. Das Gebäude steht unter Denkmalschutz.

## Gliederung der Ausstellung
Die Ausstellung ist in verschiedene Themenbereiche, in denen die Geschichte der Stadt Werl nach musealen Gesichtspunkten dargestellt wird, gegliedert.

### Erdgeschoss
- Eine umfangreiche Gemäldesammlung von Heinrich von Rustige wird hier gezeigt. Die Weltkunst bezeichnet im Band 55 das Bild Zwei Italienerinnen als Entdeckung der Ausstellung[1]
- Gemäldegalerie Thema: Erbsälzer
- Werl vom ausgehenden Mittelalter bis zum Ende des Herzogtums Westfalen
- Geologie und Frühe Besiedlung
- Die Grafen von Werl
- Werl als mittelalterliche Stadt
- Historisches Stadtmodell
- Wohnkultur der Ackerbürger
- Lapidarium

### Obergeschoss
- Erbsälzerfamilien und Solbad Werl
- Werl zur Zeit des Ersten Weltkrieges
- Werl während der NS-Diktatur von 1933 bis 1945 mit Darstellung der Judenverfolgung
- Handwerkszeug und historisches Handwerk
- Die Salzgewinnung mit Hilfe des Salinenwesens
- Kruzifixsammlung
- Marienwallfahrt in Werl
- Historische Entwicklung der Stadt von 1803 bis 1933
- Zeit der Industrialisierung

## Wendelin Leidinger

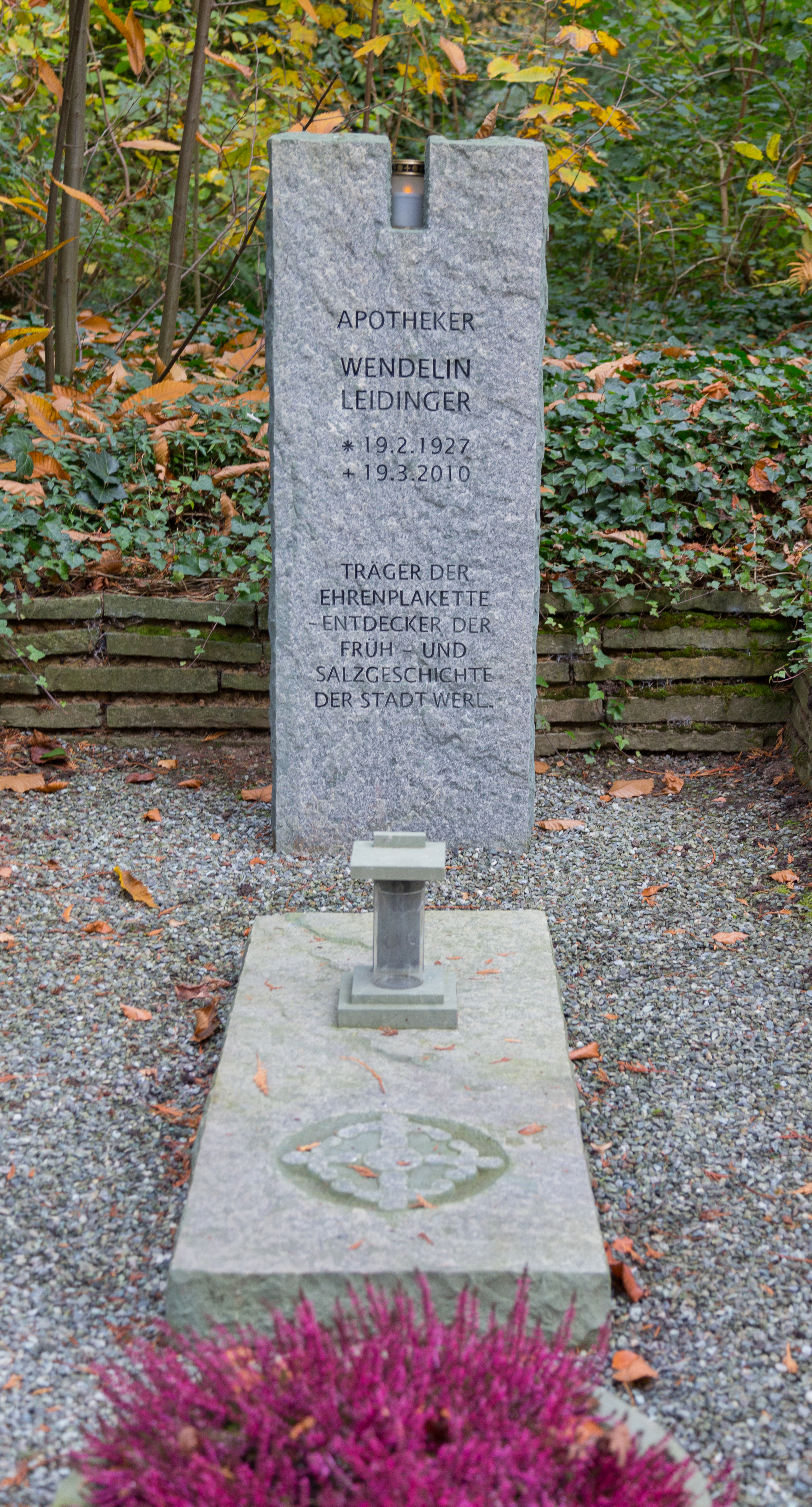
Grab von Wendelin Leidinger auf dem Parkfriedhof in Werl

Wendelin Leidinger (* 19. Februar 1927 † 19. März 2010), nach dem das Museum benannt wurde, war jahrzehntelang Heimatpfleger, der sich um das Haus und die Geschichte der Stadt Werl intensiv bemüht hat.